# Suchoi Su-24
Die Suchoi Su-24 (russisch Сухой Су-24, NATO-Codename: Fencer, zu deutsch Fechter) ist ein zweisitziger taktischer Bomber (Frontbomber), der in der Sowjetunion entwickelt wurde. Nach seinem Einsatz bei den sowjetischen Luftstreitkräften wird er bis heute von den russischen Luftstreitkräften und den Luftwaffen anderer Länder eingesetzt. Die Piloten sitzen wie beim US-amerikanischen Vorbild F-111 nebeneinander.

## Entwicklung
Mitte der 1960er-Jahre suchten die sowjetischen Frontfliegerkräfte einen Nachfolger für die inzwischen veraltete Jak-28. Nach den Entwürfen S-6 mit konventionellen Pfeilflügeln und T-6 mit Doppeldeltatragflächen und vier Hubtriebwerken im Rumpf, dessen Prototyp T-6-1 am 2. Juli 1967 zum ersten Mal flog, entschied sich Konstrukteur Jewgeni S. Felsner Ende 1967 für eine Lösung mit Schwenkflügeln. Grund waren die schlechten Flugeigenschaften sowie die unzureichende Nutzlast und Reichweite der T-6-1. Ihr Konzept wurde direkt vom US-amerikanischen TFX-Programm beeinflusst, das zur F-111 führte. Die sowjetischen Luftstreitkräfte forderten ein Flugzeug mit ähnlichen Fähigkeiten, wobei man vermutete, dass die Flugeigenschaften auf die Schwenkflügelauslegung zurückzuführen seien. Der Prototyp T-6-2I war im November 1969 vollendet und wurde am 17. Januar 1970 von Wladimir S. Iljuschin erstmals geflogen. Während der Erprobung und Entwicklung der Su-24 gingen zehn Flugzeuge verloren. Acht Piloten, die sich mit dem Schleudersitz retteten, überlebten und 13 starben. Bei keinem anderen Flugzeug des Konstruktionsbüros Suchoi gab es derartig hohe Verluste während der Erprobung. Da die Tests letzten Endes aber erfolgreich verliefen, wurde schon im Dezember 1971 die erste Serienmaschine der Su-24 im Tschkalow-Werk Nr. 153 in Nowosibirsk fertiggestellt. Diese hatte ein gegenüber dem Prototyp geändertes Heck und optimierte Lufteinläufe. 1973 gingen die ersten Serienexemplare zur Truppenerprobung an das 4. Gefechtsausbildungszentrum der Luftstreitkräfte in Lipezk und 1975 wurde die Marine mit der gegenüber den Vorläufern wesentlich leistungsfähigeren, jedoch auch komplexeren Maschine ausgerüstet. Die offizielle Übernahme in die Bewaffnung der sowjetischen Luftstreitkräfte erfolgte mit einem Dekret des Ministerrats der UdSSR am 4. Februar 1975.
Die Su-24 füllt die Rolle eines tieffliegenden, allwettertauglichen Bodenangriffsflugzeugs aus. Die Su-24 ist auch von Behelfsflugplätzen einsetzbar.
Die sowjetischen Vermutungen erwiesen sich als richtig – die Su-24 stellte sich als ein leistungsfähiges Kampfflugzeug heraus, mit guter Reichweite, variabler Bewaffnung (verteilt auf acht Aufhängepunkte; vier Unterrumpf- und vier Unterflügelstationen) bis hin zu nuklearen Freifallbomben, fortgeschrittenen elektronischen Abwehr- (Eloka) und Frühwarnsystemen.
Aufgrund ihrer Robustheit ist sie im Export immer noch sehr beliebt und wird auf Anfrage nachgefertigt.

## Versionen

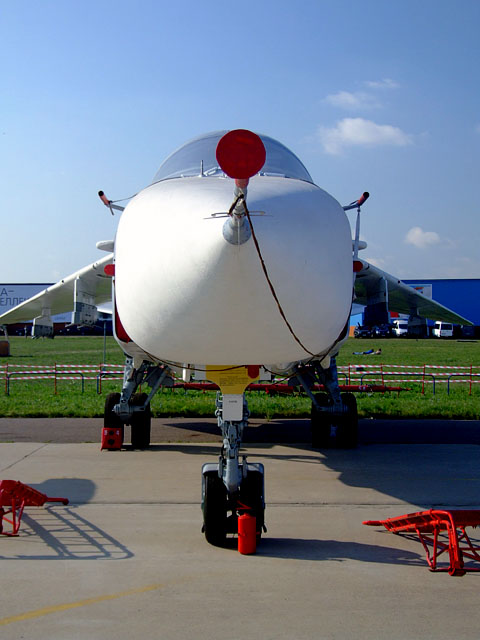
Bugansicht einer Suchoi Su-24

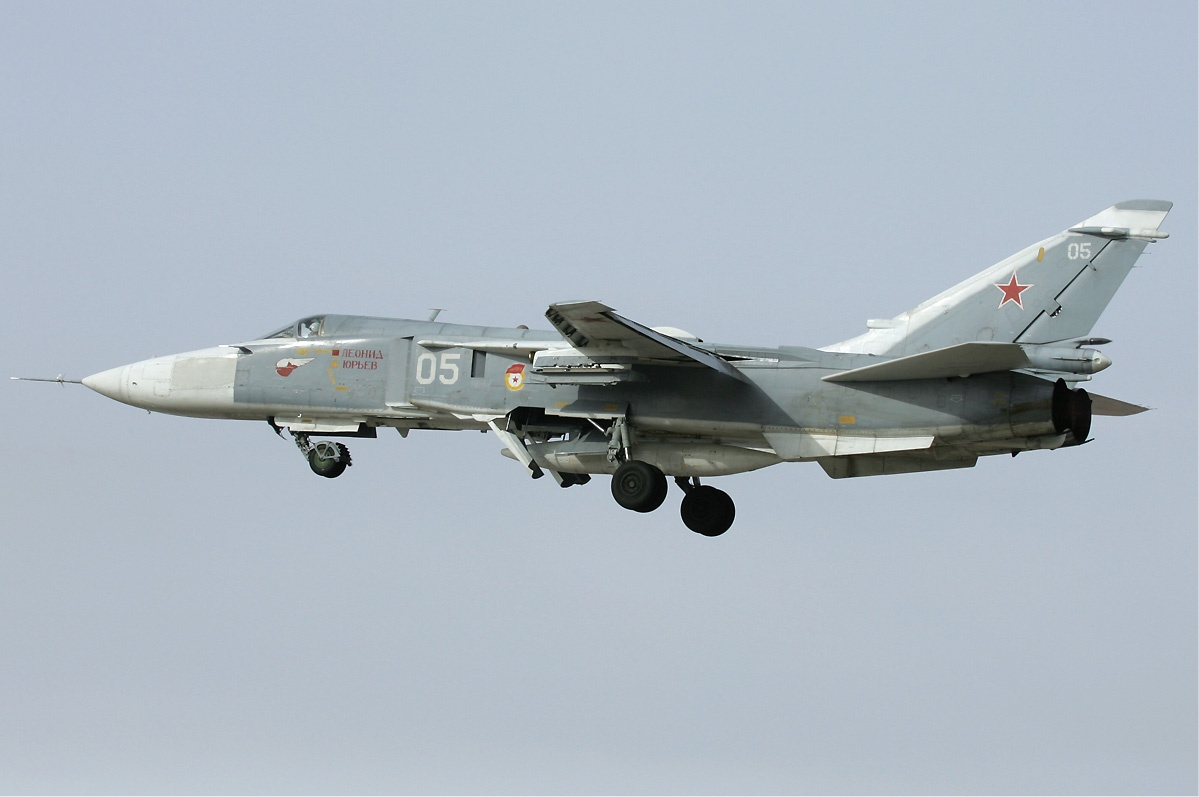
Suchoi Su-24MR

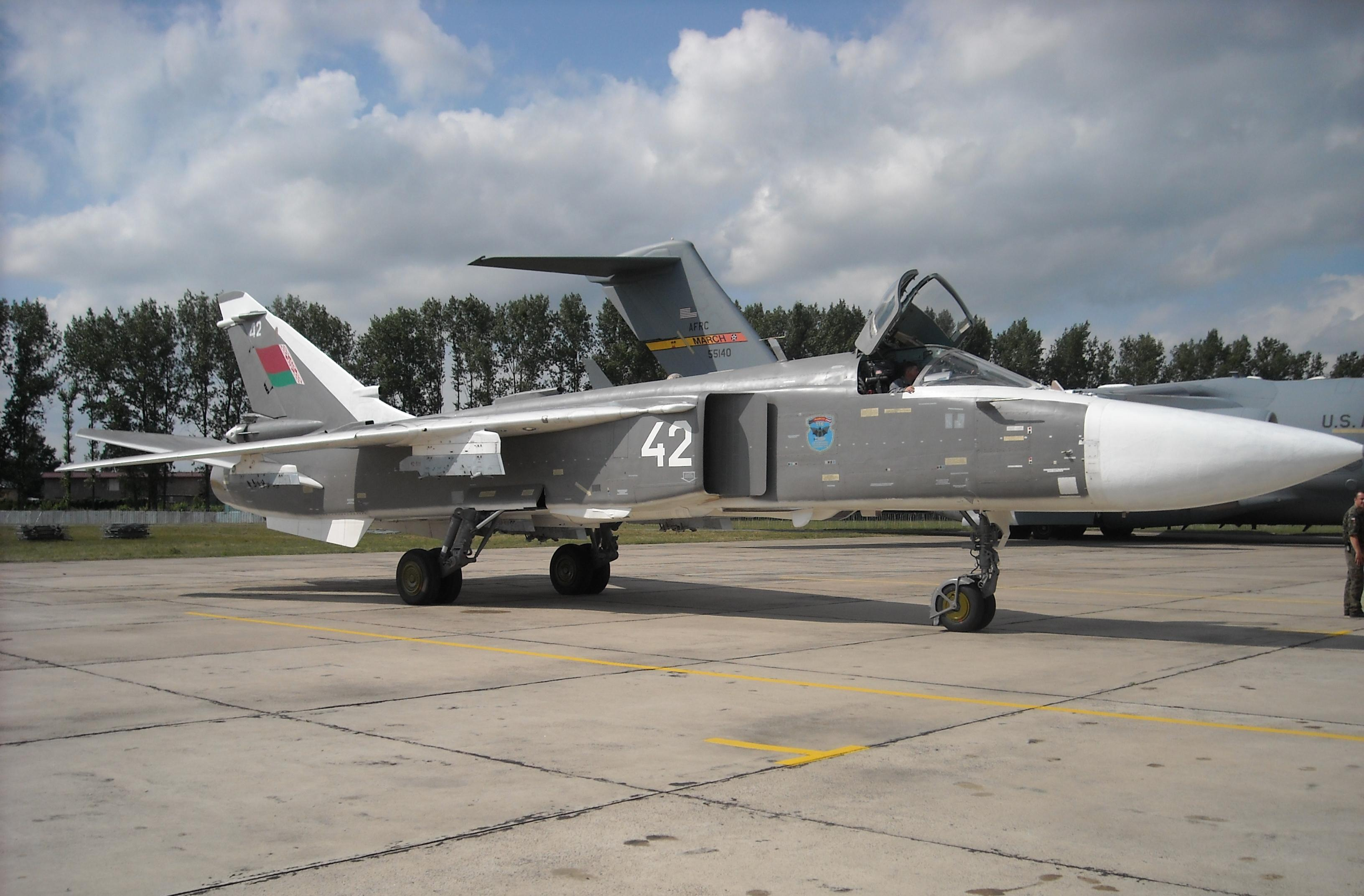
Su-24M der belarussischen Luftwaffe

Es wurden folgende Versionen gebaut bzw. geplant:
- Su-24 bis zur Serie 4 („Fencer-A“): frühe Serienversion mit einem langen Treibstoff-Ablassrohr am Ende der Triebwerke und Verstellrampen an den Lufteinläufen für eine hohe Geschwindigkeit in großer Höhe
- Su-24 Serie 4 bis 11 („Fencer-A“): Probleme mit den Lufteinläufen der ersten Serie wurden durch deren Vergrößerung ab der Serie 4 gelöst; die Verstellrampen in den Lufteinläufen wurden, um Gewicht zu sparen, nicht mehr verwendet; zwar wurde dadurch die Höchstgeschwindigkeit von Mach 2,18 auf Mach 1,35 reduziert, die Tiefflugeigenschaften aber nicht wesentlich verschlechtert.
- Su-24 Serie 12 bis 15 („Fencer-B“): leistungsgesteigertes Kühlsystem, erkennbar an einer Lufthutze auf dem Rumpf; geänderte Sensorgruppe unter dem Vorderrumpf; breiteres Seitenleitwerk; verkürztes Treibstoff-Ablassrohr am Ende der Triebwerke; ein dritter Aufhängepunkt unter dem Rumpf
- Su-24 Serie 16 bis 24 („Fencer-C“): die Form des Hinterrumpfes folgte mehr den Triebwerken; an der Basis des Seitenleitwerks war ein Bremsschirm untergebracht; am vorderen Rand des Seitenleitwerks wurde ein zusätzlicher Lufteinlauf für das Kühlsystem installiert; ab dem 26. Flugzeug der Serie 21 sind die Lufteinläufe nicht mehr verstellbar, was die Höchstgeschwindigkeit auf 1,35 Mach begrenzte, aber die Leermasse reduzierte; gleichzeitig wurde das Flügelprofil geändert
- Su-24 Serie 24 bis 27 („Fencer-C“): Installation von dreieckigen Radarwarnempfänger an den Lufteinläufen der Triebwerke vor dem Flügelkasten und beiderseits am oberen Ende des Seitenleitwerks
- Su-24M („Fencer-D“): kampfwertgesteigerte Version der Su-24; einziehbare Luftbetankungssonde, neuer Avionikkomplex für den Einsatz neuer laser- und fernsehgelenkter Waffen, veränderte Bugnase für ein neues Bugradar, Laserbeleuchtungs- und TV-Zielverfolgungssystem vom Typ Kajra-24 im verglasten Gehäuse mittig unter dem Vorderrumpf und Geländefolgeradar gekoppelt mit dem Autopiloten für Tiefflugeinsätze; Erstflug am 29. Juni 1977
- Su-24M („Fencer-D Mod“): Möglichkeit einen Luftbetankungsbehälter für die Luft-Luft-Betankung an der mittleren Aufhängung unter dem Rumpf mitzuführen durch die Integration von großen Grenzschichtzäunen mit Pylon, verbesserte Gegenmaßnahmensysteme (mehr Düppelwerfer)
- Su-24BM: nicht realisierte vergrößerte Version der Su-24M mit einem internen Waffenschacht im Rumpf zwischen den Triebwerken
- Su-24MM: nicht realisierte Version der Su-24M mit den Triebwerken Ljulka AL-31
- Su-24MK („Fencer-D“): geänderte Exportversion der Su-24M mit reduzierter Avionik; Erstflug 1987
- Su-24MR („Fencer-E“): Version der Su-24M als taktischer Aufklärer mit intern und extern in Behältern angebrachten Sensoren (z. B. Seitensichtradar) und Kameras; ohne 23-mm-Kanone; Erstflug im September 1980
- Su-24MP („Fencer-F“): Version der Su-24M für die elektronische Kriegführung; Erstflug im April 1980
- Su-24K: nicht realisierte Version der Su-24 für den Einsatz auf Flugzeugträgern, da die Su-24 zu schwer war
- Su-24bis: Studie einer wesentlich verbesserten Version mit modernster Avionik und Bewaffnung; Modell wurde auf der Berliner Ausstellung ILA 2000 gezeigt
- Su-24M2: modernisierte Version der Su-24M bzw. Su-24MK mit verbesserter Avionik (unter anderem GPS bzw. das russische Äquivalent GLONASS, Head-up-Display (HUD) und Helmvisier) und modernerer Bewaffnung, im Fall der Exportvariante auch westliche Bewaffnung; echte Allwetterversion für den Tag- und Nachteinsatz
- Su-24MK2: Version der Su-24M2 für Algerien
- Su-24MRK2: modernisierte Version der Su-24MR für Algerien auf der Basis der Su-24M2

## Technische Daten
| Kenngröße                | Su-24 („Fencer-A“) | Su-24MK („Fencer-D“)                                                                                               | Su-24M2 |
| ------------------------ | --- | --- | --- |
| Typ                      | Frontbomber | Frontbomber | Frontbomber |
| Besatzung                | 2 | 2 | 2 |
| Länge                    | 22,67 m | 24,53 m | 24,53 m |
| Spannweite               | - bei 68° Pfeilung: 10,36 m - bei 16° Pfeilung: 17,63 m                                                                | - bei 68° Pfeilung: 10,36 m - bei 16° Pfeilung: 17,63 m                                                            | - bei 68° Pfeilung: 10,36 m - bei 16° Pfeilung: 17,63 m                                                            |
| Flügelfläche             | 55,17 m² (bei 16° Flügelpfeilung)                                                                                      | 55,17 m² (bei 16° Flügelpfeilung)                                                                                  | 55,17 m² (bei 16° Flügelpfeilung)                                                                                  |
| Flügelstreckung          | 5,63 (bei 16° Flügelpfeilung)                                                                                          | 5,63 (bei 16° Flügelpfeilung)                                                                                      | 5,63 (bei 16° Flügelpfeilung)                                                                                      |
| Tragflächenbelastung     | - minimal (Leermasse): 383 kg/m² - nominal (normale Startmasse): 631 kg/m² - maximal (maximales Startmasse): 689 kg/m² | - minimal (Leermasse): 404 kg/m² - nominal (normale Startmasse): 690 kg/m² - maximal (max. Startmasse): 793 kg/m²  | - minimal (Leermasse): 383 kg/m² - nominal (normale Startmasse): 653 kg/m² - maximal (max. Startmasse): 720 kg/m²  |
| Höhe                     | 6,19 m | 5,97 m | 5,97 m |
| Spurweite                | 3,31 m | 3,31 m | 3,31 m |
| Radstand                 | 8,51 m | 8,51 m | 8,51 m |
| Leermasse                | 21.150 kg | 22.320 kg | 21.150 kg |
| normale Startmasse       | 34.830 kg | 38.040 kg | ca. 36.000 kg |
| max. Startmasse          | ca. 38.000 kg | 43.755 kg | 39.700 kg |
| max. Landemasse          | ca. 24.000 kg | 27.900 kg | 24.500 kg |
| max. Treibstoffkapazität | k. A. | 11.100 kg (intern)                                                                                                 | 9.800 kg (intern)                                                                                                  |
| Kraftstoffverhältnis     | k. A. | 0,29 | 0,27 |
| Höchstgeschwindigkeit    | - Mach 2,18 bzw. 2317 km/h (auf optimaler Höhe) - Mach 1,15 bzw. 1320 km/h (auf Meereshöhe)                            | - Mach 2,18 bzw. 2317 km/h (auf optimaler Höhe) - Mach 1,15 bzw. 1320 km/h (auf Meereshöhe)                        | - Mach 2,18 bzw. 2317 km/h (auf optimaler Höhe) - Mach 1,15 bzw. 1320 km/h (auf Meereshöhe)                        |
| Dienstgipfelhöhe         | 17.500 m | 17.500 m | 17.500 m |
| Startrollstrecke         | 900 m | 1300 m | k. A. |
| Landerollstrecke         | 850 m | 950 m | k. A. |
| Einsatzradius            | k. A. | - 320 km (Flugprofil: Tief-Tief-Tief) - 950 km (Flugprofil: Tief-Tief-Hoch) - 1050 km (Flugprofil: Hoch-Tief-Hoch) | - 320 km (Flugprofil: Tief-Tief-Tief) - 950 km (Flugprofil: Tief-Tief-Hoch) - 1050 km (Flugprofil: Hoch-Tief-Hoch) |
| Überführungsreichweite   | ca. 2500 km | 2775 km | k. A. |
| Lastvielfache            | +6g | +6g | +6g |
| Triebwerke               | zwei Mantelstromtriebwerke Ljulka AL-21F-3                                                                             | zwei Mantelstromtriebwerke Ljulka AL-21F-3                                                                         | zwei Mantelstromtriebwerke NPO Saturn AL-21F-3A                                                                    |
| Schubkraft               | - mit Nachbrenner: 2 × 109,87 kN - ohne Nachbrenner: 2 × ca. 75 kN                                                     | - mit Nachbrenner: 2 × 109,87 kN - ohne Nachbrenner: 2 × ca. 75 kN                                                 | - mit Nachbrenner: 2 × 109,87 kN - ohne Nachbrenner: 2 × 76,52 kN                                                  |
| Schub-Gewicht-Verhältnis | - maximal (Leermasse): 1,06 - nominal (normale Startmasse): 0,64 - minimal (max. Startmasse): 0,59                     | - maximal (Leermasse): 1,00 - nominal (normale Startmasse): 0,59 - minimal (max. Startmasse): 0,51                 | - maximal (Leermasse): 1,06 - nominal (normale Startmasse): 0,62 - minimal (max. Startmasse): 0,56                 |

## Bewaffnung

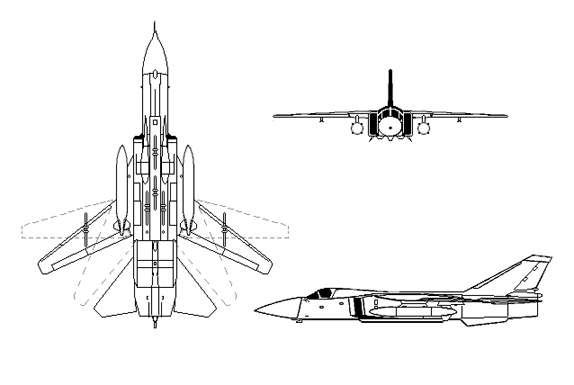
Dreiseitenriss

### Festinstallierte Bewaffnung im Bug
- 1 × 23-mm-Gatling-Maschinenkanone Grjasew-Schipunow GSch-6-23 (9A768) mit bis zu 500 Schuss Munition

Waffenzuladung von 8000 kg an acht Außenlaststationen (davon zwei mitschwenkend an den äußeren Tragflächen)

### Luft-Luft-Lenkflugkörper
- 2 × APU-60-1-Startschienen für je 1 × Wympel R-60M (K-60 bzw. AA-8 „Aphid“) – infrarotgesteuert, selbstzielsuchend für Kurzstrecken
- 2 × APU-60-2-Doppelstartschienen für je 2 × Wympel R-60MK (K-60 bzw. AA-8 „Aphid“) – infrarotgesteuert, selbstzielsuchend für Kurzstrecken (nur Su-24MK)
- 2 × P-12-1-D-Startschienen für je 1 × GosMKB Wympel R-73M (AA-11 „Archer“) – infrarotgesteuert für Kurzstrecken (nur Su-24M2)

### Marschflugkörper
- 2 × AKU-58-Startschiene für eine MKB Raduga Ch-59MK „Owod-MK“ (AS-18 „Kazoo“) – radargelenkt gegen Schiffe
- 2 × Storm Shadow – inertial/GPS-gelenkt gegen verbunkerte Betonbauten (nur Ukraine)[5]

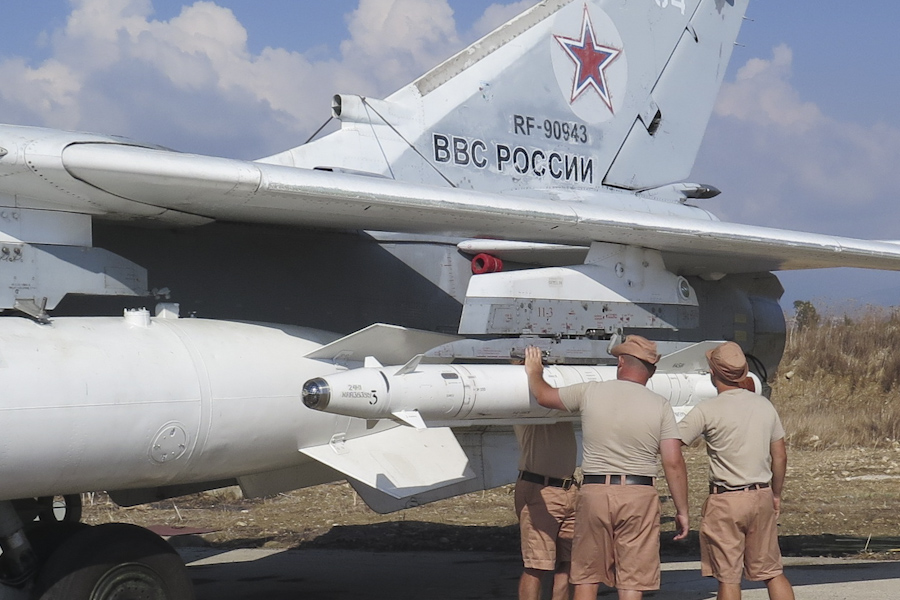
Techniker überprüfen eine Ch-25 an einer Su-24 im Syrischen Bürgerkrieg, Oktober 2015

### Luft-Boden-Lenkflugkörper
- 4 × APU-68UM-Startschiene für je 1 × Swesda Ch-23/Ch-23M (AS-7 „Kerry“) – funkferngesteuert
- 4 × APU-68UM3-Startschiene für je 1 × Swesda Ch-25M/MR (AS-10 „Karen“) – lasergelenkt
- 2 × Raduga Ch-28 (AS-9 „Kyle“) – passiv radargelenkt zur Radarbekämpfung in Verbindung mit Filin-N-Behälter
- 3 × AKU-58M-Startschiene für je 1 × GosMKB Wympel Ch-29L (AS-14 „Kedge“) – lasergelenkt
- 3 × AKU-58M-Startschiene für je 1 × GosMKB Wympel Ch-29T (AS-14 „Kedge“) – fernsehgelenkt
- 2 × AKU-58M-Startschiene für je 1 × Swesda Ch-31P (AS-17 „Krypton“) – passiv radargelenkt zur Radarbekämpfung in Verbindung

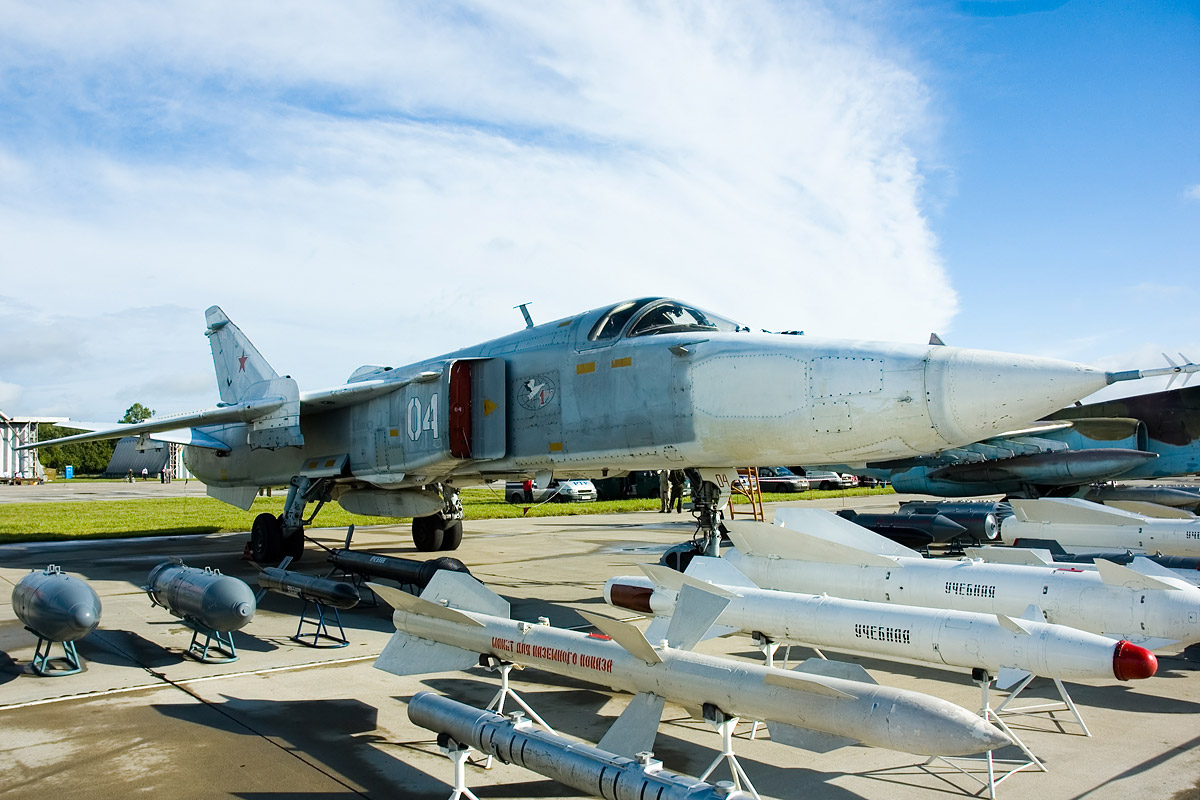
Eine Su-24MR auf dem Stützpunkt in Kubinka

- 2 × AKU-58-Startschiene für je 1 × Raduga Ch-58E/U (AS-11 „Kilter“) – passiv radargelenkt zur Radarbekämpfung mit Fantasmagoria-BehälterEine Su-24MR auf dem Stützpunkt in Kubinka
- 2 × AKU-58-Startschiene für je 1 × Raduga Ch-59M (AS-18 „Kazoo“) – elektrooptisch gelenkt per Datenlink

### Ungelenkte Luft-Boden-Raketen
- 6 × UB-32-A73-Raketen-Rohrstartbehälter für je 32 × ungelenkte S-5-Luft-Boden-Raketen; Kaliber 57 mm
- 6 × B-8M1-Raketen-Rohrstartbehälter für je 20 × ungelenkte S-8KO-Luft-Boden-Raketen; Kaliber 80 mm
- 6 × B-13L-Raketen-Rohrstartbehälter für je 5 × ungelenkte S-13OF-Luft-Boden-Raketen; Kaliber 122 mm
- 6 × APU-68UM2E1-Raketen-Startschiene für eine ungelenkte S-24B-Luft-Boden-Rakete; Kaliber 240 mm
- 4 × PU-O-25-Raketen-Startbehälter für eine ungelenkte S-25/S-25OF/S-25OFM-Luft-Boden-Rakete; Kaliber 340 mm

### Gelenkte Bomben
- 2 × KAB-1500L-F (lasergelenkte 1500-kg-Bombe)[6]
- 4 × KAB-500D (lasergelenkte thermobarische 500-kg-Bombe)
- 4 × KAB-500L/LK/KR (lasergelenkte 500-kg-Bombe)
- 4 × KAB-500T/KR (tv-gelenkte 500-kg-Bombe)

### Ungelenkte Bomben
- 4 × Mehrfachbombenträger MBD3-U6-68 mit je 4-5 × Basalt FAB-100 (100-kg-Freifallbombe; total 18 Bomben)
- 6 × Mehrfachbombenträger MBD3-U6-68 mit je 6 × Basalt FAB-100 (100-kg-Freifallbombe; nur Su-24M, total 38 Bomben)
- 18 × Basalt FAB-250M-54 (250-kg-Freifallbombe; nur Su-24M, total 30 Bomben)
- 16 × Basalt FAB-250M-62 (250-kg-Freifallbombe)
- 16 × RBK-250-275 (275-kg-Streubombe)
- 16 × ZAB-250 (250-kg-Brandbombe)
- 10 × FAB-500M-62 (500-kg-Freifallbombe)
- 10 × OFZAB-500 (500-kg-Brandbombe)
- 8 × FAB-500M-54 (500-kg-Freifallbombe)
- 7 × FOZAB-500 (500-kg-Brandbombe)
- 7 × ODAB-500PM (500-kg-Aerosolbombe)
- 7 × RBK-500 (500-kg-Streubombe)
- 7 × ZB-500RT (450-kg-Napalmbombe)
- 5 × BETAB-500SHP (500-kg-Anti-Pisten-Bombe)
- 3 × FAB-1500M-64 (1500-kg-Freifallbombe)

### Kernwaffen
- 1 × TN-1000 (taktische 30-kT-Freifall-Nuklearbombe)
- 1 × 6U-57 (taktische Freifall-Nuklearbombe)
- 1 × 8U-49 (taktische Freifall-Nuklearbombe)
- 1 × 8U-63 (taktische Freifall-Nuklearbombe)
- 1 × BD3-66-24N Bombenrack für je 1 × RN-28 (taktische 10-kT-Freifall-Nuklearbombe)
- 1 × BD3-66-24N Bombenrack für je 1 × RN-24 (244N „Tatjana“) (450 kg schwere taktische 10-kT-Freifall-Nuklearbombe)

### Externe Behälter
- 7 × Basalt KMGU-2 (270-kg-Submunitionsbehälter für Kleinbomben und Minen)
- 3 × SPPU-6-Behälter für je eine 23-mm-Maschinenkanone GSch-6-23 um 45 Grad nach unten schwenkbar, 500 Schuss Munition
- 1 × abwerfbarer Zusatztank PTB-2000 für 2000 Liter Kerosin unter dem Rumpf
- 2 × abwerfbarer Zusatztank PTB-3000 für 3000 Liter Kerosin an den inneren Tragflächenstationen
- 1 × UPAS-1A-Luftbetankungsbehälter mit Schlauchtrommel und Korb
- 1 × Fantasmagoria-A L-080 (EKF-Behälter zur Lokalisierung von elektronischen Strahlungsquellen auf einer bestimmten Frequenzbandbreite)
- 1 × Fantasmagoria-B L-081 (elektronischer Ziellokalisierungsbehälter)
- 1 × Filin-N (EKF-Behälter zur Lokalisierung von elektronischen Strahlungsquellen auf einer bestimmten Frequenzbrandbreite)
- 1 × Fasol SPS-5M (Radar-Störsender)
- 1 × Tekon/Elektron APK-9E-Funkdatenübertragungsbehälter als Relais der Lenksignale für die Ch-23/Ch-59 und KAB-100T

## Selbstverteidigungssysteme

### Radarwarner
Hinter den Lufteinläufen vor den Tragflächen befindet sich je ein „Berjoscha“-SPO-10- und im Vorflügel ein SPO-15C-Radarwarner. Zusätzlich sind ein SPO-15C- und ein SPO-10-Radarwarnempfänger in der Heckflosse und über dem Bremsschirmbehälter untergebracht.

### Raketenanflugwarner
Der Infrarotemissionen suchende Raketenanflugwarnsensor (MAWS) Asowsky L-082 MAK-UL ist in einer Kugel im vorderen Rumpfrückenwulst eingebaut.

### Täuschkörperdispenser
Am Anfang der Höhenflossen sind in den Rumpf auf jeder Seite je ein Gorizont-AAP-50MA-Täuschkörperwerfer (rechteckiger Behälter für je 12 × 50-mm-Hitzefackel-Täuschkörpern) eingebaut. Zusätzlich können weitere länglich gebaute AAP-50MR-Täuschkörperwerfer anstelle des Grenzschichtzauns installiert werden.

### Elektronische Kriegsführungssysteme
Das Filin-N-Verteidigungssystem erhält die Informationen der Radarwarnsensoren SPO-15 und steuert bei Bedarf den EKF-Störsender SPS-61 an. Weiter ist im System der aktive Radarstörsender Geran-F integriert. Auch die Täuschkörperwerfer AAP-50 werden bei Bedarf automatisch ausgelöst. Ab der Su-24M ist das verbesserte System Karpaty mit dem MAK-IR-Warner installiert.

## Einsätze

### Sowjetisch-afghanischer Krieg
Die Sowjetunion setzte einige Su-24 im Sowjetisch-afghanischen Krieg ein. Die Bewaffnung bestand hauptsächlich aus 500- und 250-Kilogramm-Bomben, Streubomben und 500-Kilogramm-Allzweckbomben oder vereinzelt aus 1.500-Kilogramm-Allzweckbomben. Es gab eine erste Angriffswelle im Jahr 1984 und eine zweite Angriffswelle, die die Aufgabe hatte, die Mudschahidin davon abzuhalten, den sowjetischen Rückzug zu erschweren. Nicht eine einzige Su-24 ging durch Feindfeuer verloren.

### Zweiter Golfkrieg
Während des zweiten Golfkrieges erlitt die Irakische Luftwaffe auf Grund der gegnerischen Überlegenheit große Verluste. Ein Teil der restlichen Maschinen wurde samt den irakischen Su-24 in den Iran geflogen, um sie vor der Zerstörung zu bewahren.

### Tadschikischer Bürgerkrieg
In Folge des Tadschikischen Bürgerkriegs kam es zu einem Zwischenfall. Im August 1999 beschwerte sich die Tadschikische Regierung über den angeblichen Angriff von vier usbekischen Su-24, die in der Nähe von zwei Dörfern, in der Bergregion Jirgital im Nordosten Tadschikistans Bomben abgeworfen hatten. Dabei wurden ca. 100 Rinder getötet und mehrere Hektar Ackerland im Zuge der folgenden Brände zerstört. Das usbekische Außenministerium bestritt die Vorwürfe.

### Kaukasuskrieg 2008
Während des Kaukasuskrieges 2008 führten die Su-24 Aufklärungsflüge und Bombenangriffe auf Militärische Einrichtungen der Georgier durch. Die russischen Luftstreitkräfte verloren mehrere Maschinen, darunter eine Su-25BM, eine Tu-22M3 und zwei Su-24M.

### Syrischer Bürgerkrieg
Russische Su-24 waren auch 2015 im Kampfeinsatz und führten Angriffe zur Unterstützung der syrischen Regierung im syrischen Bürgerkrieg durch. Sie führten Schläge mit 250-Kilogramm- und 500-Kilogramm-Sprengbomben als auch mit Streumunition durch. Präzisionsschläge wurden kaum durchgeführt.

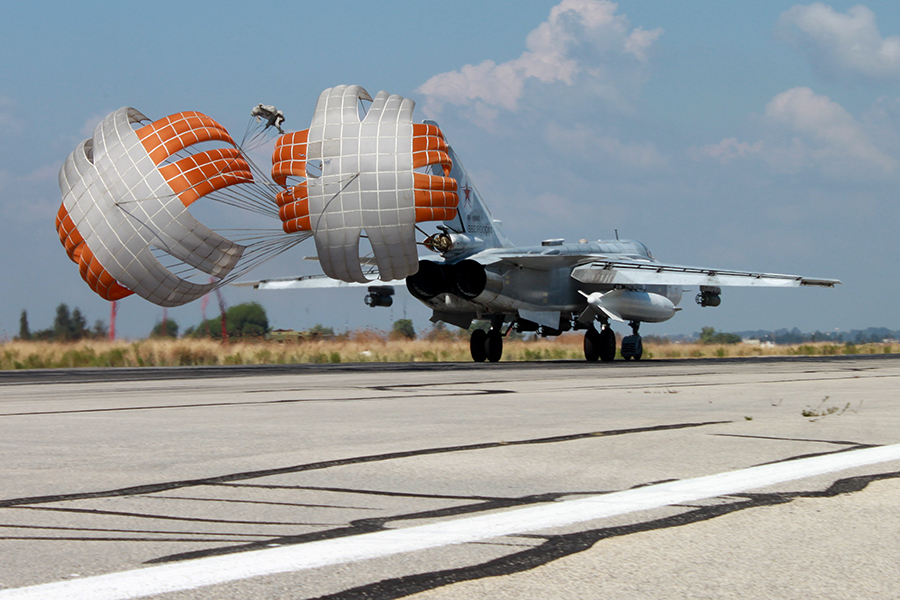
Russische Su-24 landet in Latakia, Syrien

#### Russischer Militäreinsatz in Syrien 2015
Die Su-24 war Teil der russischen Luftangriffe in Syrien, die im September 2015 begannen. Die Su-24 führte Luftangriffe gegen verschiedene Ziele durch, darunter gepanzerte Fahrzeuge, Reparaturwerkstätten, Munitionsdepots und Stellungen der Oppositionstruppen und militante Gruppen wie den Islamischen Staat (IS). Das Flugzeugmodell wurde eingesetzt, um Bodentruppen der syrischen Regierung und ihrer Verbündeten zu unterstützen. Die Effektivität der Su-24-Einsätze trug maßgeblich zur Wiedererlangung der Kontrolle über große Gebiete durch die syrische Armee bei.
Es kam auch zu Abschüssen, u. a. einem Abschuss einer Suchoi Su-24 der russischen Luftwaffe am 24. November 2015 im türkisch-syrischen Grenzgebiet über der syrischen Provinz Latakia.

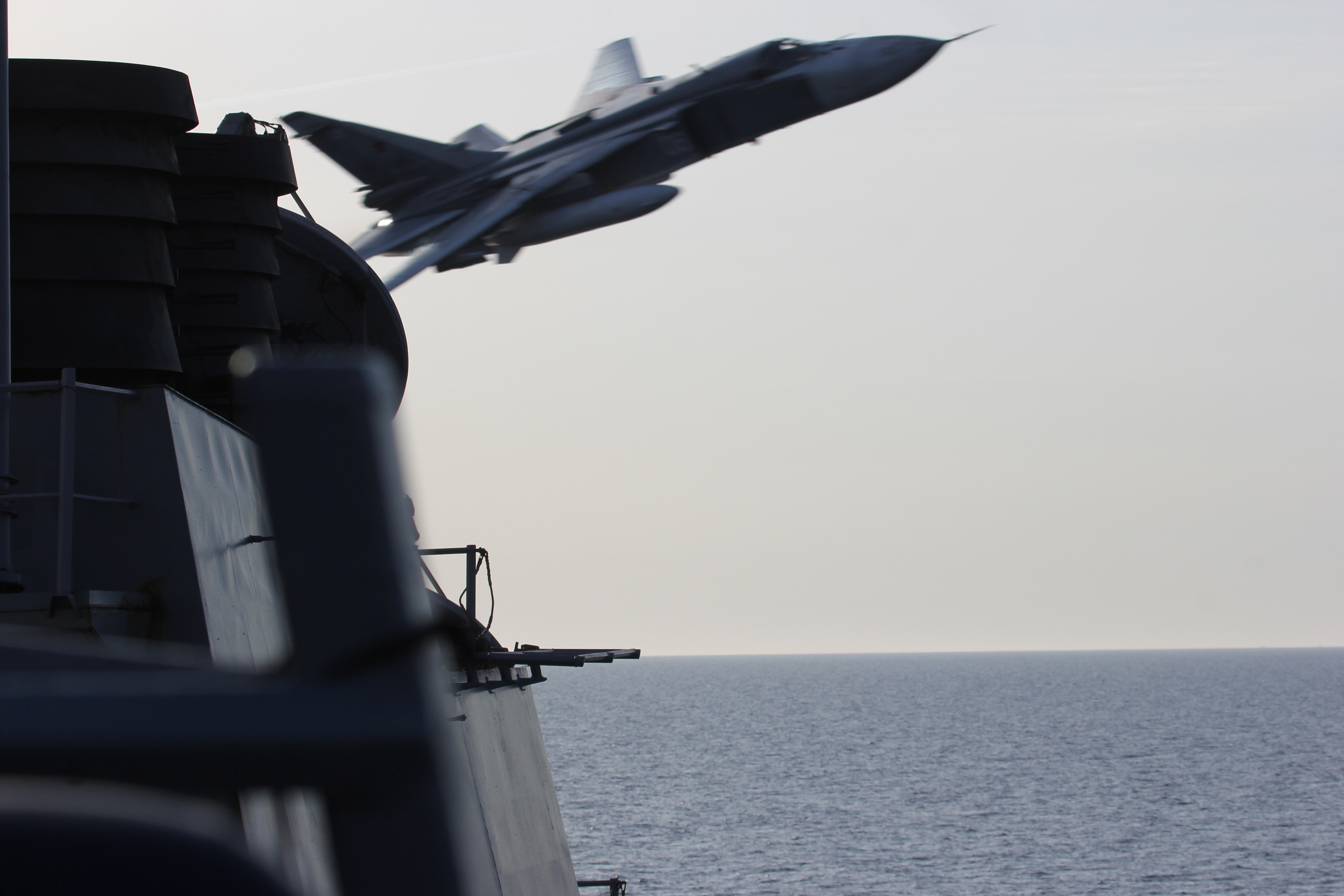
Eine russische Suchoi Su-24 passiert in sehr geringer Höhe die Donald Cook

### Zwischenfälle mit NATO-Schiffen
Im Mai 2015 flogen zwei unbewaffnete russische Su-24 im Schwarzen Meer, mit einem Abstand von 500 m an dem amerikanischen Zerstörer Ross vorbei.
Am 11. und 12. April 2016 flogen wieder zwei Su-24 mehrfach im Tiefflug am Zerstörer Donald Cook vorbei und über diesen hinweg.
Im November 2018 wurde das Belgische Unterstützungsschiff Godetia auf der Ostsee, dreimal von zwei bewaffneten Su-24 überflogen, bei der Bewaffnung handelte es sich wahrscheinlich um Ch-25 Raketen.

### Russischer Überfall auf die Ukraine

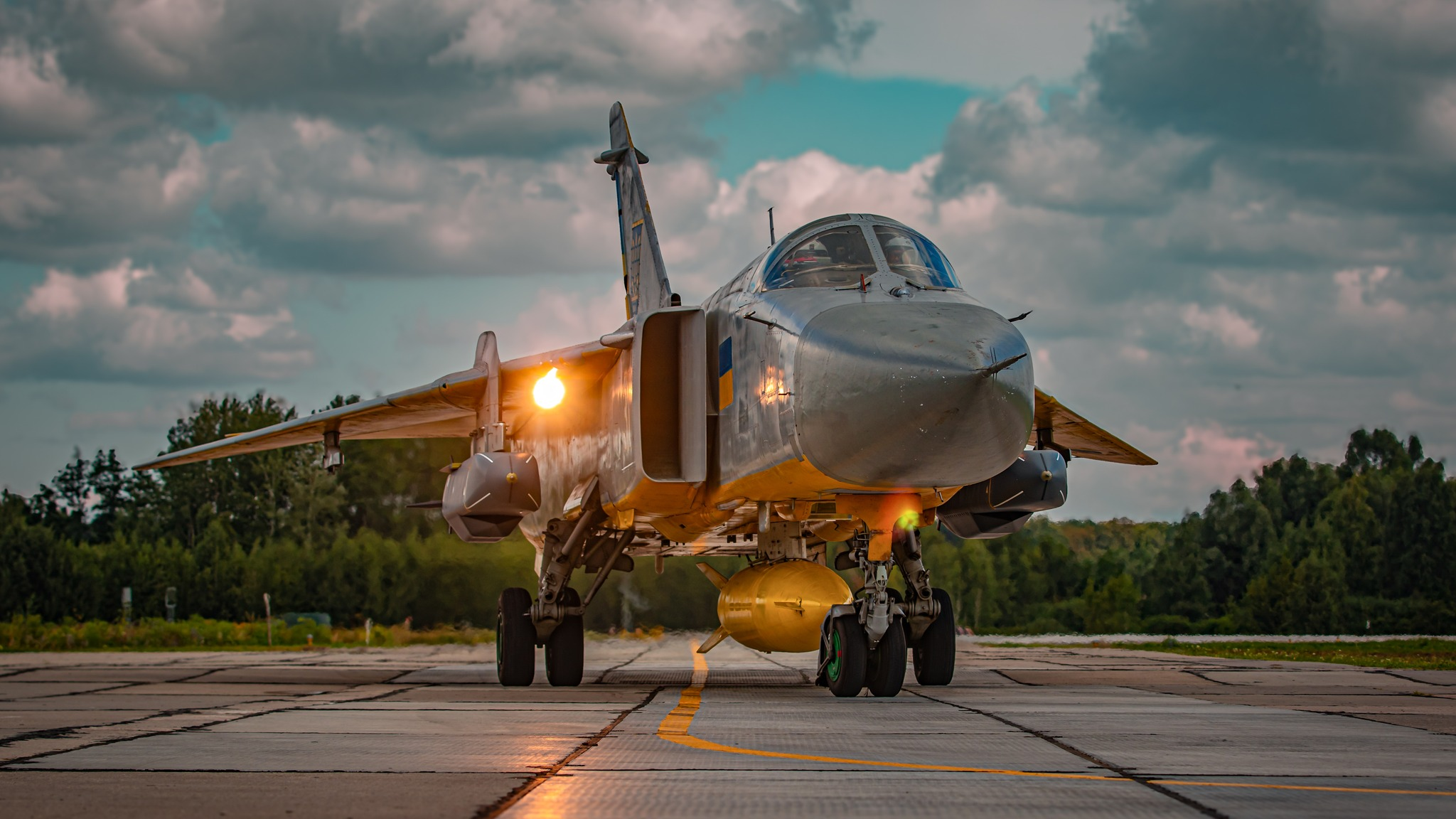
Ukrainische Su-24M mit Storm-Shadow-Marschflugkörpern

Seit Beginn des Russischen Überfalls auf die Ukraine werden Su-24 von beiden Seiten eingesetzt.
In den ersten Stunden der Invasion setzte die ukrainische Luftwaffe mindestens zwei Su-24M in der Schlacht um den Antonow-Flughafen gegen russische Luftlandetruppen ein, die mit Hubschraubern zum Flughafen geflogen waren. Am 27. Februar ging eine ukrainische Su-24 in der Nähe von Butcha in der Oblast Kiew verloren. Die Piloten, Major Ruslan Oleksandrovich Bilous und Hauptmann Roman Oleksandrovich Dovhalyuk, kamen ums Leben und wurden mit dem Bohdan-Chmelnyzkyj-Orden ausgezeichnet.
Am 3. April wurde ein weiterer Bomber als verloren gemeldet, als ein Video auftauchte, das die Absturzstelle mit den Überresten eines blauen AL-21-Motors zeigte, der der Su-24. Am 22. März wurde eine weitere ukrainische Su-24M von russischen Streitkräften in Isjum abgeschossen. Der Navigator konnte sich erfolgreich mit dem Schleudersitz retten, aber der Pilot, Major Oleksiy Oleksandrovich Kovalenko, kam ums Leben. Am 19. Mai ging eine Su-24 in der Nähe von Pylove verloren. Der Pilot, Oberstleutnant Igor Khamar, und der Navigator, Major Ilya Negar, kamen ums Leben.
Auf ukrainischer Seite wurden Su-24M-Flugzeuge effektiv eingesetzt, um Angriffe auf hochrangige Ziele durchzuführen, insbesondere mit den britisch-französischen Storm Shadow/SCALP-EG-Marschflugkörpern. Diese präzisen Luftangriffe hatten bedeutende Schäden an russischen militärischen Einrichtungen, einschließlich auf der Krim verursacht. Ein bemerkenswerter Einsatz dieser Waffen fand im November 2023 statt, als ukrainische Su-24M-Flugzeuge eine russische Korvette in einer Werft auf der Krim zerstörten. Vereinzelt gelang es der Ukraine die Flugzeuge für Luftnahunterstützung einzusetzen, was sich wegen der russischen Luftabwehr als sehr schwierig erwies.
Russische Su-24 werden regelmäßig in deren Angriffskrieg eingesetzt, oft für Bodenangriffe auf ukrainische Stellungen und Unterstützung von Bodentruppen, als auch für Angriffe mit Marschflugkörpern.

## Nutzerstaaten

### Aktuelle Nutzer
- Algerien – Seit Ende 2023 befinden sich 4 Su-24 im Dienst.[27]
- Iran – Seit Ende 2023 befinden sich 23 Su-24MK im Dienst der Luftwaffe.[28]:336 Im Jahr 2013 waren noch 30 Stück aktiv, also erhielt der Iran – zusätzlich zu den 24 Stück, die aus dem Irak stammten – weitere Maschinen.
- Kasachstan – Seit Ende 2023 befinden sich 13 Su-24 im Dienst.[27]
- Libyen – Seit Ende 2023 befinden sich 2 Su-24 im Dienst.[27]

- Russland – Seit Ende 2023 befinden sich 264 Su-24M/2 und Su-24MR im Dienst der Luftstreitkräfte.[27]
- Sudan – Seit Ende 2023 befinden sich 3 Su-24/M im Dienst.[27]
- Syrien – Seit Ende 2023 befinden sich 18 Su-24 im Dienst der Luftwaffe.[27]
- Ukraine –  Seit Ende 2023 befinden sich 14 Su-24M im Dienst.[27]

### Ehemalige Nutzer
- Irak – Spätestens bis Ende 2023 ausgemustert.[27] 30 erworben (Su-24MK), von denen im Jahr 1991 während des Zweiten Golfkrieges 24 Stück in den Iran evakuiert, dort einbehalten und in die iranischen Luftstreitkräfte integriert wurden.
- Aserbaidschan – Spätestens bis Ende 2023 ausgemustert.[27]
- Angola – Spätestens bis Ende 2023 ausgemustert.[27]
- Usbekistan – Spätestens bis Ende 2023 ausgemustert.[27]

- Belarus /  Belarus – Bis Februar 2012 außer Dienst gestellt.[29]
- Sowjetunion – Die sowjetischen Luftstreitkräfte sowie die Seekriegsflotte besaßen bis zur Auflösung einen Bestand von 1300 Su-24 aller Versionen bei den Front- und Seefliegerkräften. Die Luftwaffe setzte zuletzt rund 330 Su-24 aller Versionen (außer der Version MK) bei den Frontfliegerkräften ein und rund 100 Su-24 befanden sich im Einsatz bei den Marinefliegern.